# Majda Kočar
Majda Kočar, slovenska slikarka in kantavtorica, * 17. november 1957, Ljubljana. 
Živi in dela v Ljubljani kot učiteljica razrednega pouka. Veliko nastopa kot kantavtorica in poje lastno poezijo. V svoji karieri je izdala dva albuma z glasbo, ki po aranžerski plati niha med etno, folk in akustiko. Njen glasbeni izraz je šanson.

## Diskografija
- Dlančice, samozaložba, 2006
- Dotik, Slušaj Najglasnije, 2012
- Nek drug dotik, Slušaj Najglasnije, 2012
- Majda Kočar poje blues, Slušaj Najglasnije, 2012